# Робертс, Уильям (генерал)
Уильям Робертс (англ. William Paul Roberts; 11 июля 1841, Гейтс, Северная Каролина — 28 марта 1910, Норфолк, Виргиния) — американский военачальник, бригадный генерал. Самый юный генерал Армии Конфедеративных Штатов Америки.

## Биография
Родился 11 июля 1841 года в округе Гейтс, Северная Каролина в семье Джона и Джейн Робертс.
В 1861 году Робертс был зачислен рядовым 19-го северокаролинского пехотного полка, который впоследствии был преобразован во 2-й кавалерийский полк Северной Каролины. С отличием прослужив в Северной Каролине, не имея никакой официальной военной подготовки, он 30 августа 1861 года получил временное звание второго лейтенанта. 13 сентября 1862 года Робертс был повышен в звании до первого лейтенанта. Его полк был переведен в Вирджинию осенью того же года и принял участие в нескольких сражениях, среди которых: битва при Фредериксберге, осада Саффолка и битва у станции Бренди. 13 ноября 1863 года Уильям Робертс получил чин капитана, а несколько позже, весной 1864 года — майора, когда воевал в Северной Каролине в бригаде Уильяма Генри Ли.
В полковники Робертс был произведен в июне 1864 года, во время осады Петерсберга, когда получил в командование 2-й северокаролинский кавалерийский полк. Участвовал во втором сражении при Римс-Стейшен 25 августа 1864 года. 23 февраля 1865 года за безупречную службу Уильям Робертс был произведен командующим армией Конфедерации Робертом Ли в бригадные генералы. Бригада Робертса состояла из двух кавалерийских полков:
- 4-й северокаролинский кавалерийский полк
- 16-й северокаролинский кавалерийский батальон

В дальнейшем Робертс продолжал командовать своим подразделением, участвовал в битве при Файв-Фокс, а 3 апреля, когда попал в плен Руфус Бэррингер, его бригада была присоединена к бригаде Робертса, который в итоге командовал шестью полками во время отступления армии от Ричмонда. Робертс отступал с армией до Аппоматтокса и в конце концов сдался 9 апреля 1865 года во время капитуляции Северовирджинской армии.
После Гражданской войны Уильям Робертс вернулся в родной округ Гейтс, где женился на Элизе Робертс (англ. Eliza Ann Roberts). Занялся политикой и представлял округ на северокаролинском Конституционном Конвенте 1875 года. В 1876 году он был избран представителем от округа Гейтс в Палату представителей Северной Каролины. В конце концов стал государственным аудитором и служил в этой должности в 1880—1888 годах.
Умер 28 марта 1910 года в Норфолке, Виргиния. Был похоронен в родном округе на кладбище Гейтсвилл-Семетери города Гейтсвилл, Северная Каролина. У Робертсов родилось двое детей, но оба умерли в детстве.